# Schwanzmeise
Die Schwanzmeise (Aegithalos caudatus, zu lateinisch cauda ‚Schwanz‘) ist ein kleiner Sperlingsvogel aus der Familie der Schwanzmeisen (Aegithalidae). Ihren Namen verdankt sie dem langen Schwanz, der ihr ein präzises Ausbalancieren beim Hangeln auf den äußeren Enden feiner Zweige ermöglicht, auf denen sie vorrangig ihre Nahrung sucht. Sie besiedelt vor allem lichte Wälder, Waldränder und Parks mit viel Unterwuchs, in dem sie ihr eiförmiges Nest aus Moos, Pflanzenwolle und Federn errichtet. Außerhalb der Brutzeit bewegt sie sich meist in kleineren Trupps.
Die Schwanzmeise ist nicht enger mit den echten Meisen verwandt. Sie wird teilweise in die Überfamilie der Sylvioidea gestellt, zu der auch die Grasmückenartigen, Bülbüls und Timalien gehören, aber neuerdings mit den Laubsängerartigen, Seidensängerverwandten und anderen Familien in die eigene Überfamilie Aegithaloidea eingeordnet.

## Beschreibung

### Aussehen
Die Schwanzmeise ist mit 13 bis 16 Zentimetern Gesamtlänge recht klein, hat einen rundlich-kugeligen Körper und einen mit 6 bis 10 Zentimetern auffallend langen Schwanz, worauf der Artname zurückgeht. Der schwarze Schnabel ist mit 6 bis 7 Millimetern Länge kurz und fein. Das Gewicht beträgt sieben bis zehn Gramm, die Flügellänge 6 bis 7 Zentimeter. Die Maße und Proportionen können hierbei je nach Unterart bedeutend variieren.
Die Kopfzeichnung ändert sich mit der Unterart und der geographischen Verbreitung. Die stark variierende Unterart Aegithalos caudatus europaeus hat einen dunklen Kopf und findet sich vor allem in West- und Südeuropa, die weißköpfige Aegithalos caudatus caudatus in Nord- und Osteuropa. In Mitteleuropa können beide Formen nebeneinander vorkommen, es gibt aber auch Mischformen, die wie folgt unterschieden werden können:
- Typ EE: Unterart europaeus mit gestreiftem Kopf (Standardform)
- Typ EC: Unterartvariante europaeus-ähnlich mit streifigem Kopf und höherem Weißanteil
- Typ CE: Unterartvariante caudatus-ähnlich mit weißlichem Kopf mit einzelnen dunklen Federn
- Typ CC: Unterart caudatus mit reinweißem Kopf, scharfer Abgrenzung zum schwarzen Nacken, ohne Brustband, weißem Bauch mit weißen oder hell-rosafarben Flanken und weißen oder breit-weiß gerandeten Schirmfedern

Die Unterarten von Aegithalos caudatus
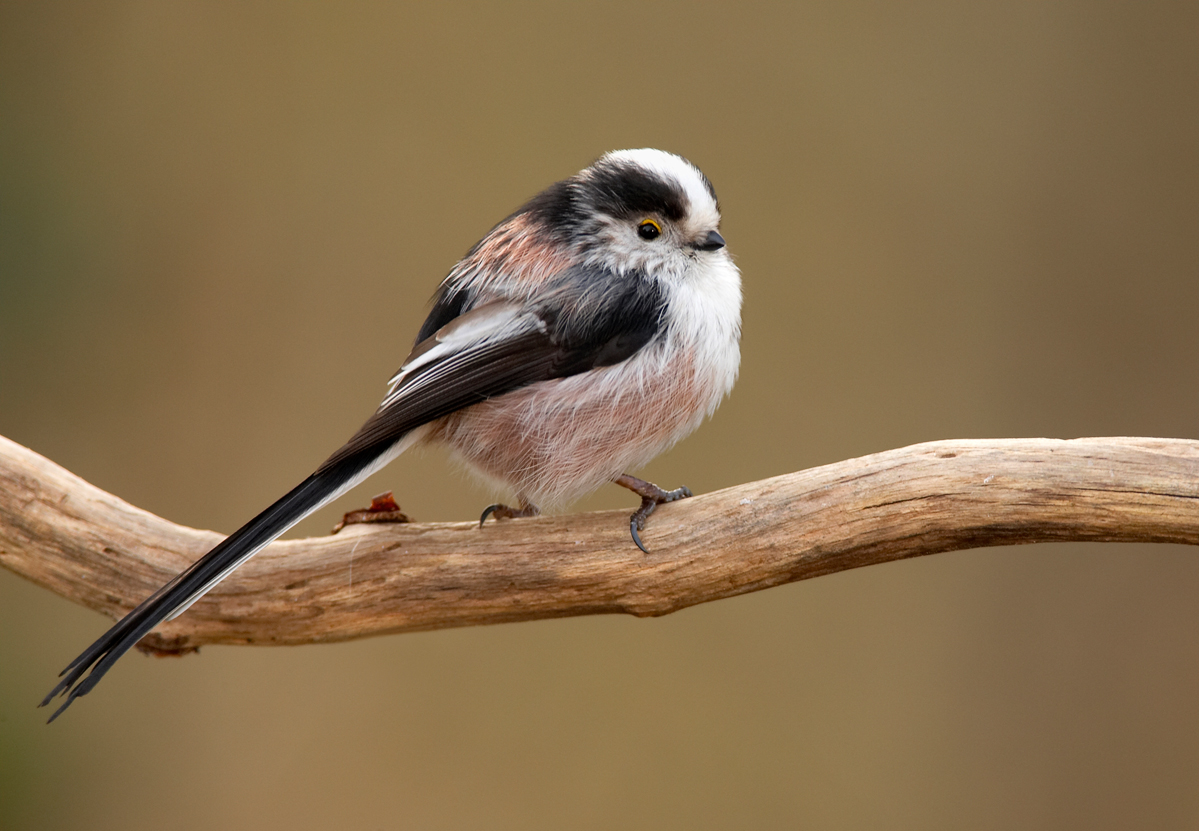
Aegithalos caudatus europaeus (Typ EE) hat einen schwarzgezeichneten Kopf.
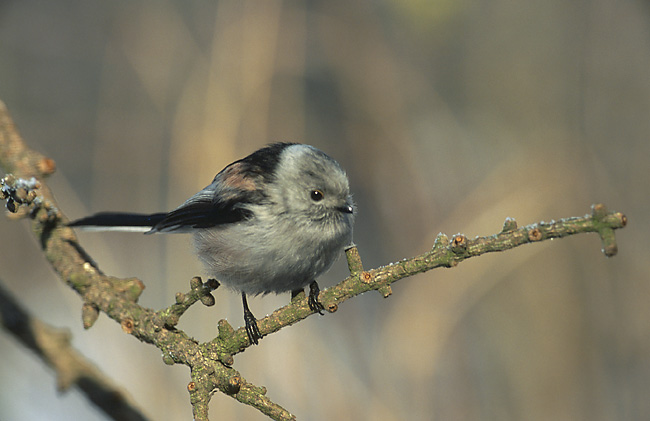
Aegithalos caudatus europaeus (Typ EC) hat einen schwarzgezeichneten Kopf mit höherem Weißanteil.
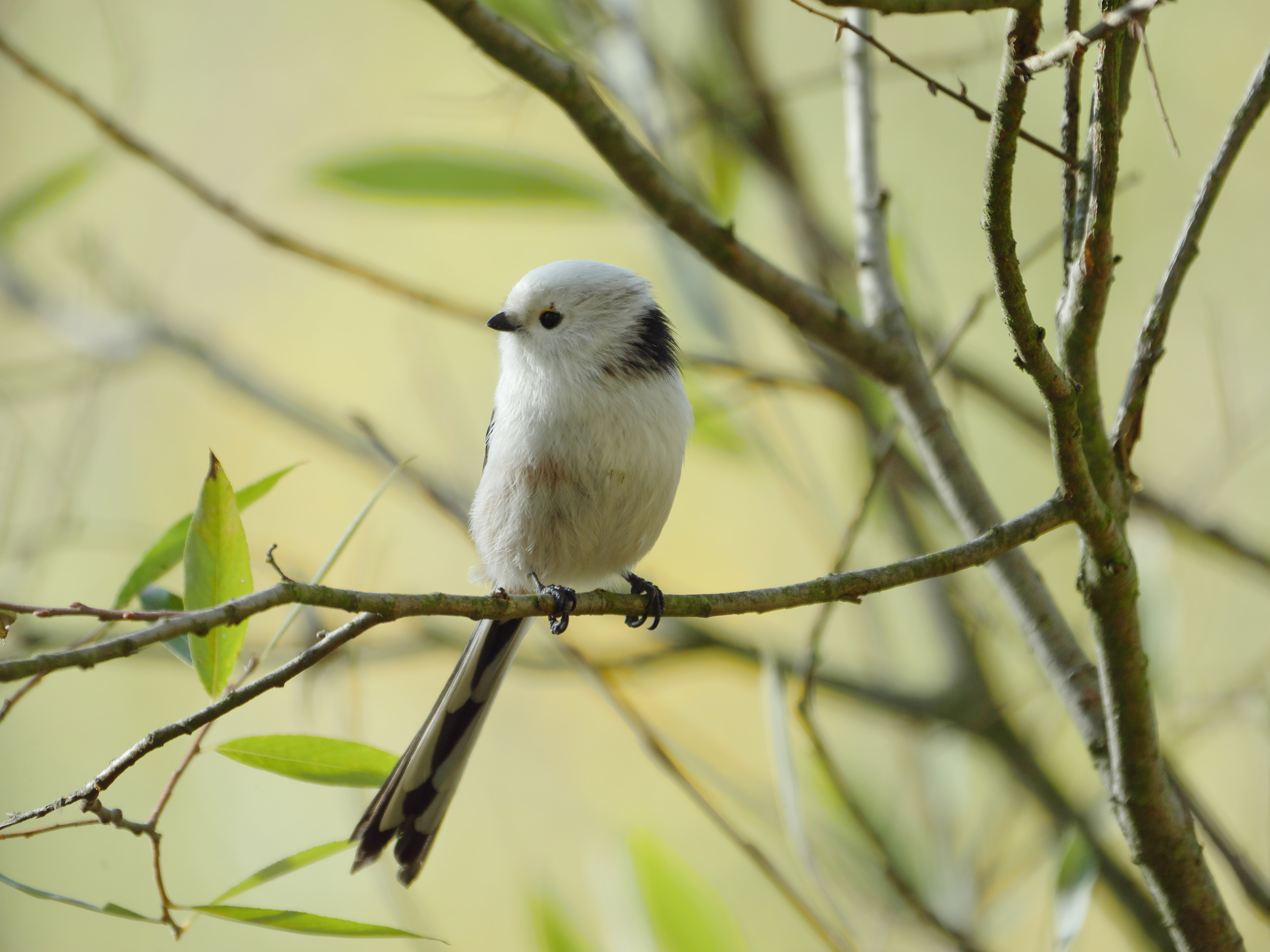
Der weiße Kopf von Aegithalos caudatus caudatus (Typ CE) hat dunkle Einsprengsel.
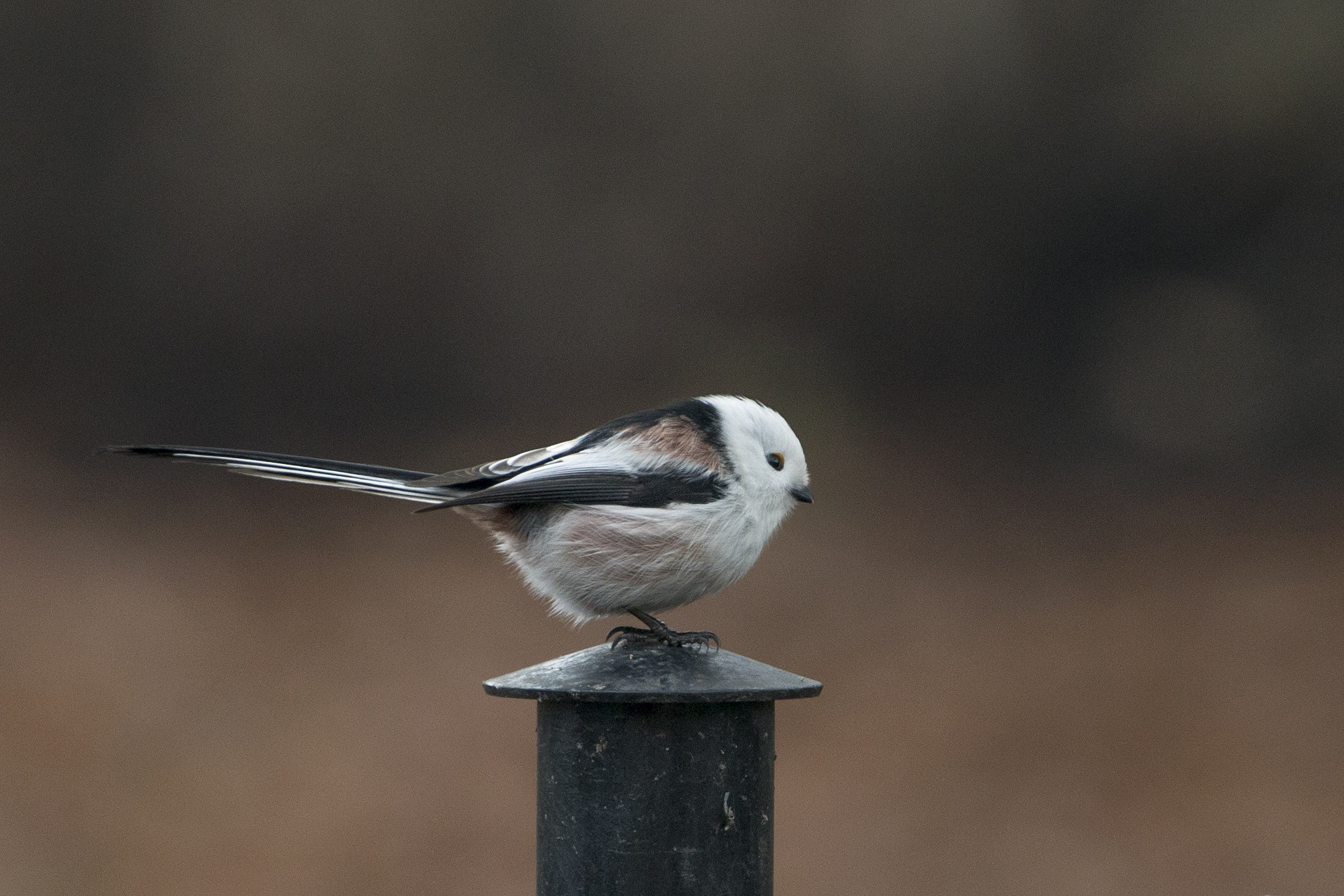
Der Kopf von Aegithalos caudatus caudatus (Typ CC) ist reinweiß.

#### Aegithalos caudatus europaeus
Die Unterart Aegithalos caudatus europaeus zeigt an den Seiten des Kopfes jeweils einen dunklen Streifen, der vor dem Auge beginnt, einen hellen Bereich darüber auslässt und in einem Bogen bis in den Nacken reicht, wo er sich mit dem dunklen Rücken verbindet. Dieser Streifen kann unterschiedlich breit und kräftig, gegebenenfalls recht verwaschen oder kaum vorhanden sein. Es kann ebenfalls ein dunkler Kehlfleck angedeutet sein. Wangen, Kehle und Halsseiten sind schmutzig weiß, ebenso wie die Unterseite, die zudem an Flanken und Bauch einen rötlichen, rötlich braunen oder weinroten Anflug zeigt. Die Unterschwanzdecken sind gedeckt ziegelrot. Die Oberseite ist schwarz mit einem ausgedehnten rosa Feld auf dem Schultergefieder, bei dem am unteren Rand das Rosa in Weiß übergehen kann. Die Handschwingen sind dunkelgraubraun und können einen hellen Saum aufweisen. Bei gleicher dunkler Grundfärbung zeigen die Armschwingen einen breiten weißen Saum, der auf den inneren vier besonders breit ist und die zudem insgesamt heller sind. Die Handdecken sind schwarzbraun und zeigen einen deutlichen, weißen Saum. Der Stoß ist schmal, sehr lang und schwarz und zeigt deutliche weiße Außenfahnen. Die Füße sind dunkelbraun.
Am oberen Augenlid fällt eine farbiger, leicht verdickter Rand auf. Dessen Farbe variiert mit der Unterart; bei Aegithalos caudatus europaeus ist er zum Beispiel zitronengelb. Die Iris ist braun.
Jungvögel haben, abgesehen von einem weißen, ovalen Scheitelfleck, einen schwarzbraunen Kopf. Die restliche Oberseite ist braun und zeigt keine rosa Schultern. Zudem ist der Augenring deutlich rötlich, später rot gefärbt. Die Füße sind fleischfarben.

#### Aegithalos caudatus caudatus
Die vor allem im Norden und Nordosten Europas vorkommende Unterart Aegithalos caudatus caudatus hat einen zeichnungslosen, weißlichen bis reinweißen Kopf, der gegen den Rücken scharf abgesetzt wirkt. Zudem ist die Unterseite meist heller und nur schwach rötlich braun gefärbt. Nach Osten hin wird das Gefieder klinal gestuft weißer und die Weißanteile reiner. Vor allem im Winter kann Aegithalos caudatus caudatus auch in Mitteleuropa auftauchen; bisweilen brütet er dann auch hier.

#### Andere Unterarten
Bei den südeuropäischen Unterarten, beispielsweise Aegithalos caudatus irbii im Süden der iberischen Halbinsel, sind die Überaugenstreifen deutlich ausgeprägt, die Kopfseiten gestrichelt. Die rötlich braune Gefiederfärbung der Unterseite ist ausgeprägter.
Bei der Unterart Aegithalos caudatus tephronotus, die beispielsweise in der Türkei vorkommt, sind die Kopfseiten stark gestrichelt, die Oberseite grau und ein dunkler Kehlfleck ausgeprägt. Der Schwanz ist wesentlich kürzer als bei Aegithalos caudatus europaeus.

### Stimme
Die Art zeigt ein Repertoire von sehr charakteristischen Rufen, die sich deutlich von Lautäußerungen eigentlicher Meisen unterscheiden, mit denen sie sich hin und wieder zufällig vergesellschaftet. Stimmfühlungslaut auf kurze Distanz ist ein scharfes, kurzes und stimmloses prrt-prrt-prrt. Bei größerer Distanz, vor allem bei weite Strecken überfliegenden Trupps, kommt ein trillerndes, meist dreisilbiges srii-srii-srii oder sirr-sirr-sirr zum Einsatz. Beim Abflug eines Schwarms oder dem Einflug an einem Ort sowie bei Erregung ist ein sehr charakteristisches zwitschernd-schnarrendes terrr und ein schnelles und trillerndes siririririri zu hören. Letzteres dient auch als Warnruf vor Flugfeinden.
Im Frühjahr, offenbar oft im Zusammenhang mit der Partnerfindung, sind sehr hohe si-si-si-Laute zu vernehmen, die den hohen Rufen von Baumläufern und Kleibern sehr ähnlich sind.
Der Gesang ist unscheinbar und dient nicht der Revierabgrenzung. Er ist selten zu hören und kommt vermutlich hauptsächlich bei starker Erregung (bei Rivalenkämpfen oder der Kopulation) zum Tragen. Er klingt leicht rohrsängerähnlich zwitschernd, nur sehr viel leiser und weicher. Der Jugendgesang, der sich davon nicht unterscheidet, und nach 5–6 Wochen einsetzt, dient vermutlich dem Festlegen einer Rangordnung.

### Verhalten
Die Schwanzmeise ist mit ihrem leichten Körperbau und dem langen Schwanz, der ihr ein präzises Ausbalancieren des Körpers ermöglicht, daran angepasst, ihre Nahrung an den äußersten Spitzen der Zweige zu suchen. Etwa 80 % der Nahrungssuche entfallen auf diese ökologische Nische. Versuche haben ergeben, dass sie diese Möglichkeiten weitgehend verliert, wenn man den Schwanz auf die Länge von dem einer Blaumeise stutzt. Ihre Fähigkeiten im Hangeln und Hüpfen an kleinen Zweigen sind erstaunlich. So kann sie sich beispielsweise durch einen Hüpfer kopfüber an einen Zweig in eine Hängelage begeben und über Kopf an diesem entlanghüpfen. Sie kann ihren Körper in dieser Haltung um 90° drehen und damit das gesamte Umfeld an dem entsprechenden Zweig erreichen. Ebenso kann sie sich mit einem Fuß halten und zum nächsten Zweig weiterhangeln. Dabei ist es ihr auch möglich, gesammelte Nahrung „aus der Faust“ zu fressen, sie benötigt also keine Unterlage, um die Nahrung aufzubereiten.
Das Sozialverhalten der Schwanzmeise ist recht ausgeprägt. Außerhalb der Brutzeit lebt die Schwanzmeise in kleinen Schwärmen von bis zu 30 Individuen. Diese zeigen einen starken Zusammenhalt und beanspruchen ein bestimmtes Territorium, das gegen andere Schwärme verteidigt wird. Dessen Grenzen werden meist durch natürliche Gegebenheiten, wie Straßen oder Waldränder definiert. In Japan wurde auch ein Überlappen der Reviere beobachtet, in Europa bislang nicht. Die Größe des Reviers korreliert mit der Größe des Schwarms.
In der nahrungsreichen Zeit werden etwa 50 % des Tages, im Winter bisweilen 90–96 % für die Nahrungssuche im Trupp aufgewendet. Dabei werden innerhalb eines Tages mehrere Kilometer (meist 3–5, bisweilen bis zu 11) zurückgelegt. Ein Futter suchender Trupp hält sich meist zwischen 2 und 15 Minuten an einem Ort auf und zieht dann weiter.
Innerhalb der Winterschwärme wird auch gemeinsam in eng aneinander geschmiegten Schlafgesellschaften geruht, was bei besonders niedrigen Temperaturen einen Vorteil bietet. Die Schlafplätze liegen meist in dichtem Gebüsch in 1–10 m Höhe. Sie werden gezielt angeflogen und die Individuen des Schwarms sammeln sich in der Nähe des Schlafzweiges. Dann wird in einer ritualisierten Handlung, ähnlich der Balz, die Individualdistanz überwunden. Zwei Individuen lassen sich auf dem Schlafzweig nieder und rutschen hin und her. Nach dem Zusammenrücken schauen sie voneinander weg und putzen sich. Dann fliegen weitere Individuen in die Mitte. Die Bildung der Reihe, in der die Ranghöchsten in der Mitte sitzen, erfolgt unter leisem Zwitschern. Bisweilen wird der Vorgang durch noch aggressive Individuen gestört, dann wird von neuem begonnen. Das Prozedere dauert daher meist bis zu 30 Minuten. Die Schwänze der aufgereihten Vögel zeigen am Ende in unterschiedliche Richtungen, manchmal wird auch eine Kugel mit nach außen gerichteten Schwänzen gebildet. Am Morgen wird die Versammlung ohne weitere Zeremonie aufgelöst.

## Verbreitung

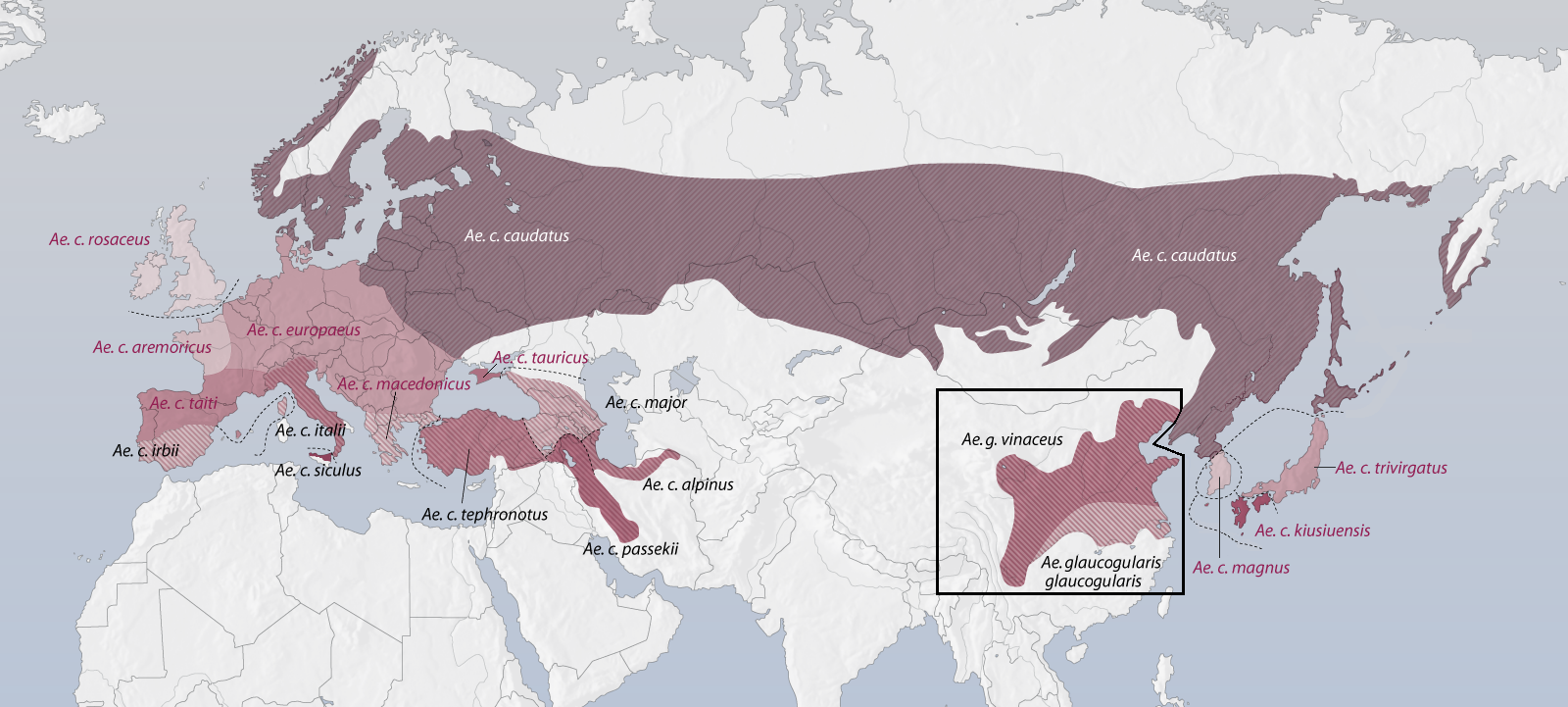
Verbreitung und Unterarten der Schwanzmeise

Die Brutverbreitung dieser paläarktischen Art erstreckt sich über große Teile der gemäßigten maritimen und kontinentalen Klimazone und reicht bis in die boreale und subtropische Zone hinein. In Europa fehlt sie lediglich auf Island, im nördlichen Fennoskandien, den nördlicheren der schottischen Inseln, den Balearen, Sardinien und Kreta. Durch Sibirien verläuft die nördliche Arealgrenze etwa bei 60–61° N bis zum Ochotskischen Meer, wo die Art noch im Südteil Kamtschatkas und auf den südlicheren Kurilen vorkommt. Östlich des Mittelmeerraums schließt die südliche Arealgrenze, eine Zone nördlich des Schwarzen Meeres auslassend, Kleinasien, den Kaukasus und Transkaukasien, den Norden des Irak, das Zagros- und das Elbrus-Gebirge sowie den Westen des Kopet-Dag ein. Nördlich des Schwarzen Meeres verläuft sie zwischen 49 und 53° N durch die Südukraine, an der südlichen Wolga und den Uralniederungen entlang, durch das nördliche Kasachstan bis zum Sajangebirge und dem mongolischen Altai. In der Mongolei schließt sie das Changai- und das Chentii-Gebirge ein und verläuft dann durch das Große Hinggan-Gebirge und die Mandschurei nach Süden. Ein großes Teilareal gibt es in China und Japan, das im Norden bis an die Innere Mongolei, im Westen bis nach Ningxia reicht und im Süden dem Verlauf des Jangtsekiang folgt.

## Wanderungen

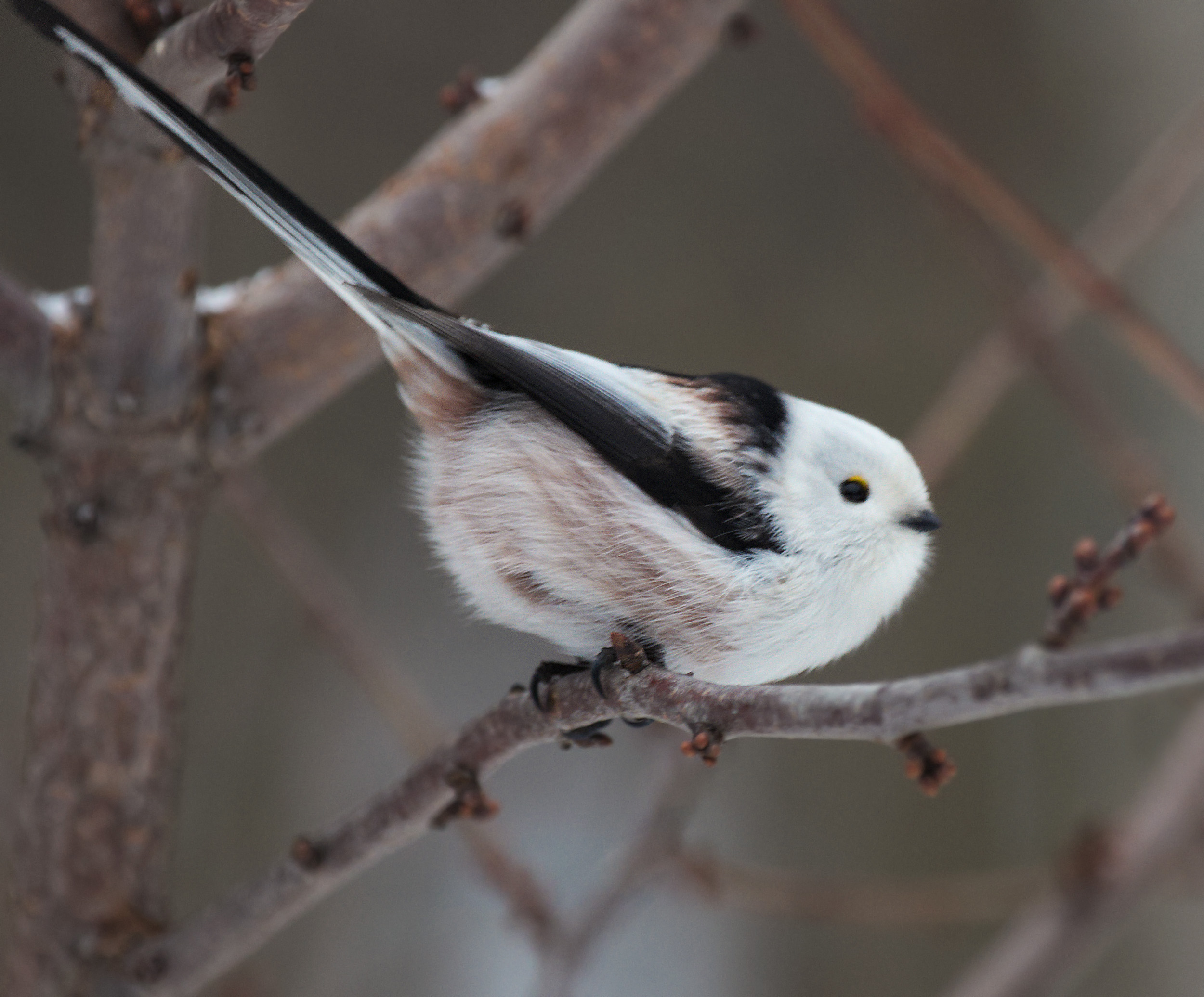
Schwanzmeise im Bitza-Park

In Mittel- und Westeuropa ist die Schwanzmeise meist Stand- oder Strichvogel. Gelegentlich gibt es leichte, ungerichtete Dispersionen, bei denen die meisten Vögel jedoch deutlich unter 100 km zurücklegen. In Nord- und Osteuropa zählt die Schwanzmeise zu den Invasionsvogelarten.

## Geografische Variation
Man kann drei Subspezies-Gruppen unterscheiden, die sich in den Übergangspopulationen mehr oder weniger stark miteinander vermischen: Die nördliche caudatus-Gruppe zeigt einen dunklen Rücken und einen weißen Kopf, die südliche alpinus-Gruppe einen schiefergrauen Rücken sowie dunkle Streifen an den Kopfseiten. Dazwischen steht die europaeus-Gruppe, die eine Mischung aus Merkmalen beider Gruppen zeigt. Es wird über eine Entstehung dieser Gruppe durch Hybridisierung diskutiert.

### Caudatus-Gruppe
- Ae. c. caudatus (Linnaeus, 1758) – Nordeuropa südwärts bis Polen, in die nördlichen Karpaten und die Ukraine
- Ae. c. sibiricus – Südostteil des europäischen Russland bis Kamtschatka (meist mit caudatus als eine Unterart zusammengefasst)
- Ae. c. japonicus – Östlich von Amur und Ussuri, Südliche Kurilen, Hokkaidō, Sachalin

### Europaeus-Gruppe
- Ae. c. rosacaeus (Mathews, 1938) – Britische Inseln
- Ae. c. europaeus (Hermann, 1804) – Nordöstliches Frankreich bis Deutschland, südlich bis zum Südfuß der Alpen; Norditalien, ehem. Jugoslawien, Rumänien, Nordbulgarien, Nordwesttürkei (Ostthrakien)
- Ae. c. aremoricus (Whistler, 1929) – Nordwest-Frankreich (Osten bis Mitte, südlich bis Poitou), Île d’Yeu und Kanalinseln
- Ae. c. taiti (Ingram, 1913) – Süd- und Südwestfrankreich, südwärts bis Zentralspanien und Portugal, Mallorca.
- Ae. c. macedonicus (Dresser, 1892) – Albanien, Mazedonien, Griechenland, Südbulgarien und Nordwesttürkei (Südwestl. Thrakien)
- Ae. c. tauricus (Menzbier, 1903) – Bergzüge im Süden der Krim
- Ae. c. magnus (A. H. Clark, 1907) – Zentral- und Südkorea, Insel Tsushima
- Ae. c. kiusiuensis (Kuroda, 1923) – südliches Japan (Shikoku, Kyushu und Yakushima).
- Ae. c. trivirgatus (Temminck & Schlegel, 1848) – Mittleres Japan (Honshū, Awaji-shima, Sado und Oki) sowie Jeju-do

### Alpinus-Gruppe
- Ae. c. irbii (Sharpe & Dresser, 1871) – Portugal (südlich des Tejo), Zentral- und Südspanien sowie Korsika
- Ae. c. italii (Jourdain, 1910) – Italien und südwestliches Slowenien
- Ae. c. siculus (Whitaker, 1901) – Sizilien
- Ae. c. tephronotus (Günther, 1865) – Lesbos und Samos, westliche und mittlere Türkei (äußerster Osten Thrakiens), Syrien und äußerster Norden des Irak
- Ae. c. major (Radde, 1884) – Kaukasus (von den nördlichen Vorgebirgen des Großen Kaukasus), Nordost-Anatolien (mindestens östlich von Şebinkarahisar), Georgien, Armenien, nördliches und mittleres Aserbaidschan
- Ae. c. alpinus (Hablizl, 1783) – südöstliches Aserbaidschan (Talış-Berge und Tiefland bei Lənkəran), Nord-Iran (ostwärts durch das Elburs-Gebirge und südlichen, kaspischen Regionen bis Gorgan) und südwestliches Turkmenistan (Kopet Dag)
- Ae. c. passekii (Zarudny, 1904) – äußerster Südosten der Türkei und West-Iran (Zagros-Gebirge südwärts bis Fars)
- Ae. c. vinaceaus (Verreaux, 1870) – West- bis Nordchina
- Ae. c. glaucolaris (Moore, 1855) – Zentralchina

## Lebensraum

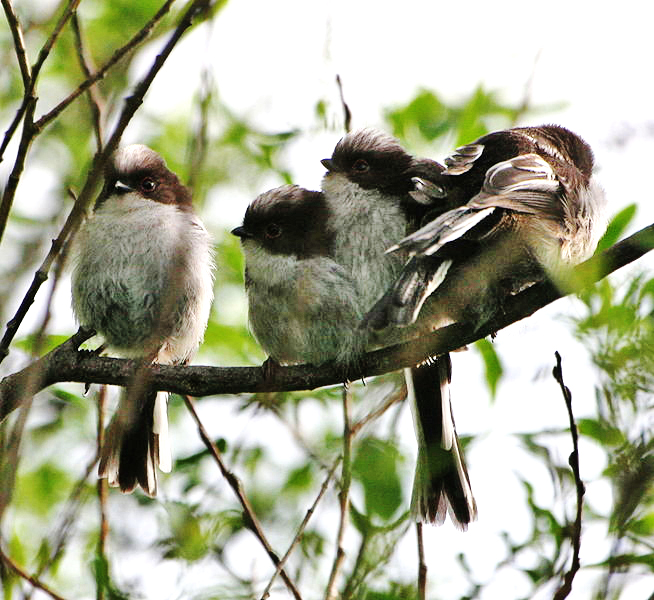
Jungvögel

Die Schwanzmeise bewohnt Lebensräume mit reich strukturierten Säumen und einem häufigen Wechsel zwischen bewaldeten oder bebuschten und offenen Flächen. Gerne werden bodenfeuchte Habitate, oft auch in Gewässernähe angenommen. Für die Errichtung des Nestes ist das Vorhandensein von dichtem Unterholz, einer gut entwickelten Strauchschicht, Dornsträuchern oder Koniferen wie Wacholder oder Jungfichten erforderlich.
In Mitteleuropa besiedelt sie daher lichte Laub- und Mischwälder in feuchten Habitaten, aber auch Heckenlandschaften und verbuschte Ruderalflächen. Sie ist auch seit mehreren Jahrzehnten in städtischen Biotopen wie Grünanlagen, Parks, Friedhöfen oder verwilderten Gärten zu finden. Lediglich das Innere geschlossener, einförmiger Forste meidet sie weitgehend.
In Nordeuropa brütet sie oft in Sümpfen, Mooren oder am Rande der Kulturlandschaft. In der Zone des  borealen Nadelwalds werden bevorzugt Birkenbestände angenommen.
In Westeuropa ist sie vermehrt außerhalb von Wäldern in der Heckenlandschaft, Wacholderheiden und Trockenhängen mit Ginster zu finden. Im Mittelmeerraum besiedelt sie die dichte Macchie, in Kleinasien auch trockene Kiefernwälder und Olivenhaine.
Im Allgemeinen meidet sie ausgedehnte reine Nadelwälder, kommt aber in Mittelsibirien auch in Nadelmischwäldern aus Fichte, Tanne, Lärche und Sibirischer Zirbelkiefer vor, hier vermutlich aber ebenfalls in Waldrandhabitaten mit Beimengungen von Laubhölzern. In Südwestchina (Provinz Yunnan) besiedelt sie auch Kiefernwälder.
Im westlichen Teil des Verbreitungsgebietes kommt die Schwanzmeise für gewöhnlich in Höhenlagen bis 1000 m vor, vereinzelt findet man sie aber auch in Höhen bis 1300 m (Türkei), 1500 m (Kaukasus), 1800 m (Alpen) oder 1830 m (Iran). In Ostasien lebt sie vorwiegend in montanen Lebensräumen ab 500 m. In Japan findet man sie dort in Höhen bis 1600 m, in einigen chinesischen Provinzen (Jilin, Shaanxi, Gansu, Qinghai, Nordsichuan und Yunnan) in Höhen bis 3050 m. Meist wandert sie im Winter in tiefere Lagen ab, es gibt jedoch auch aus den Monaten Januar und Februar Beobachtungen aus solchen Höhen.

## Ernährung
Die Nahrung der Schwanzmeise besteht zum allergrößten Teil aus kleinen Insekten und anderen Arthropoden sowie deren Larven und Eiern. Besonders kleine und kleinste Insekten werden von Schwanzmeisen gerne als Nahrung angenommen, Blattläuse und Schildläuse etwa. Diese werden vor allem von den äußeren Zweigen von Bäumen abgelesen. Eine erkennbare Spezialisierung gibt es dabei nicht. Durch saisonale oder lokale Gegebenheiten kann es aber dazu kommen, dass bestimmte Arten zur ausschließlichen Nahrungsquelle werden.
Pflanzliche Nahrung (z. B. Knospen, Sämereien, kleinen Beeren, Baumsaft, Flechten oder Algen an Zweigen) spielt im Allgemeinen eine geringe Rolle, kann jedoch besonders zur kalten Jahreszeit eine wertvolle Ergänzung des Nahrungsspektrums bilden. Dass sie an Winterfütterungen auch kleine Stücke von Nüssen, Talg, Brotkrumen, Käse oder sonstigem annehmen, zeigt, dass Schwanzmeisen nicht allzu spezialisiert sind.
Die Nestlingsnahrung unterscheidet sich kaum von der sonstigen, es wird aber bevorzugt größere Beute wie die Raupen von Schmetterlingen (Eichenwickler, Schwammspinner, Nonne etc.) verfüttert.

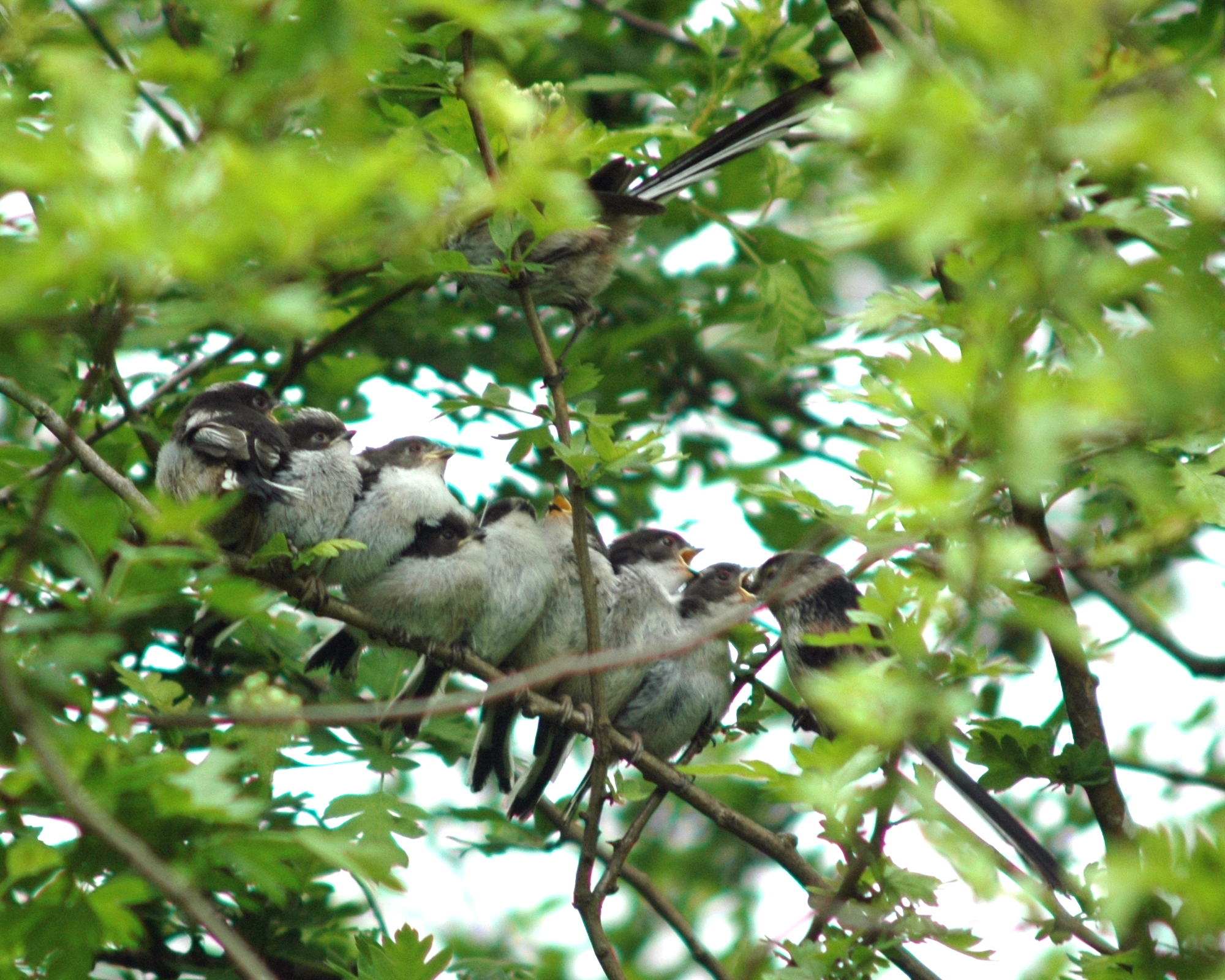
Familie mit acht Jungvögeln der britischen Unterart Ae. c. rosacaeus

## Fortpflanzung
Schwanzmeisen werden mit Ende des ersten Lebensjahres geschlechtsreif und führen vermutlich eine monogame Saisonehe. Partnerwechsel oder eine Bindung über die Brutsaison hinaus sind zumindest bislang nicht belegt. Es findet eine Jahresbrut statt, das Vorkommen von Zweitbruten ist bislang nicht eindeutig nachgewiesen.

### Revierbildung und Balz
Die Revierbildung erfolgt wie die Balz aus dem Winterschwarm heraus ab Mitte Januar – bei ungünstiger Witterung manchmal erst im März. Die Paare setzen sich immer häufiger vom Schwarm ab und besetzen innerhalb von dessen Territorium ein Brutrevier, das auch gegen andere Individuen des Schwarms verteidigt wird. Zunächst werden diese noch teilweise geduldet, später und besonders nach Fertigstellung des Nestes werden sie dann unter teils heftigen Reaktionen vertrieben. Bisweilen können die Reviere überlappen, was dann besonders bei eng beieinander stehenden Nestern zu Auseinandersetzungen führt.
Maßgeblich für die Gründung eines Reviers ist immer die Schwarmzugehörigkeit des Männchens. Vor allem unverpaarte Weibchen wandern manchmal ab und wechseln zu anderen Verbänden, häufig passiert dies vermutlich bei Revierstreitigkeiten zwischen den Schwärmen, in deren Verlauf das jeweilige Weibchen einfach die Seiten wechselt. Zumeist finden sich aber die Paare innerhalb eines Schwarms.
Im Allgemeinen beginnt die Auflösung des Schwarms mit dem Nestbau, es kann aber bei kalter Witterung dazu kommen, dass sich dieser wieder zusammenfindet. Dies kann eine vollkommene Aufgabe der Nester und ein gemeinsames Umherstreifen wie im Winter oder nur die zeitweilige Wiederaufnahme der nächtlichen Schlafgesellschaften bedeuten. Ansonsten nächtigen die Paare vom Schwarm getrennt. Ist das Nest nahezu fertiggestellt, übernachten sie im Inneren desselben, bis die Jungen ausfliegen.
Bei der Balz fliegt das Männchen schmetterlingsartig und ruckartig in Höhen von 5 bis 6 m hinauf, spreizt und schließt den Schwanz in kurzen Abständen und lässt sich dann – oft gleichzeitig oder in Folge mit anderen Männchen – senkrecht herabgleiten. Auch die Nistplatzwahl und der Nestbau laufen sehr auffällig ab und tragen rituelle Züge.

### Neststandort und Nistplatzwahl

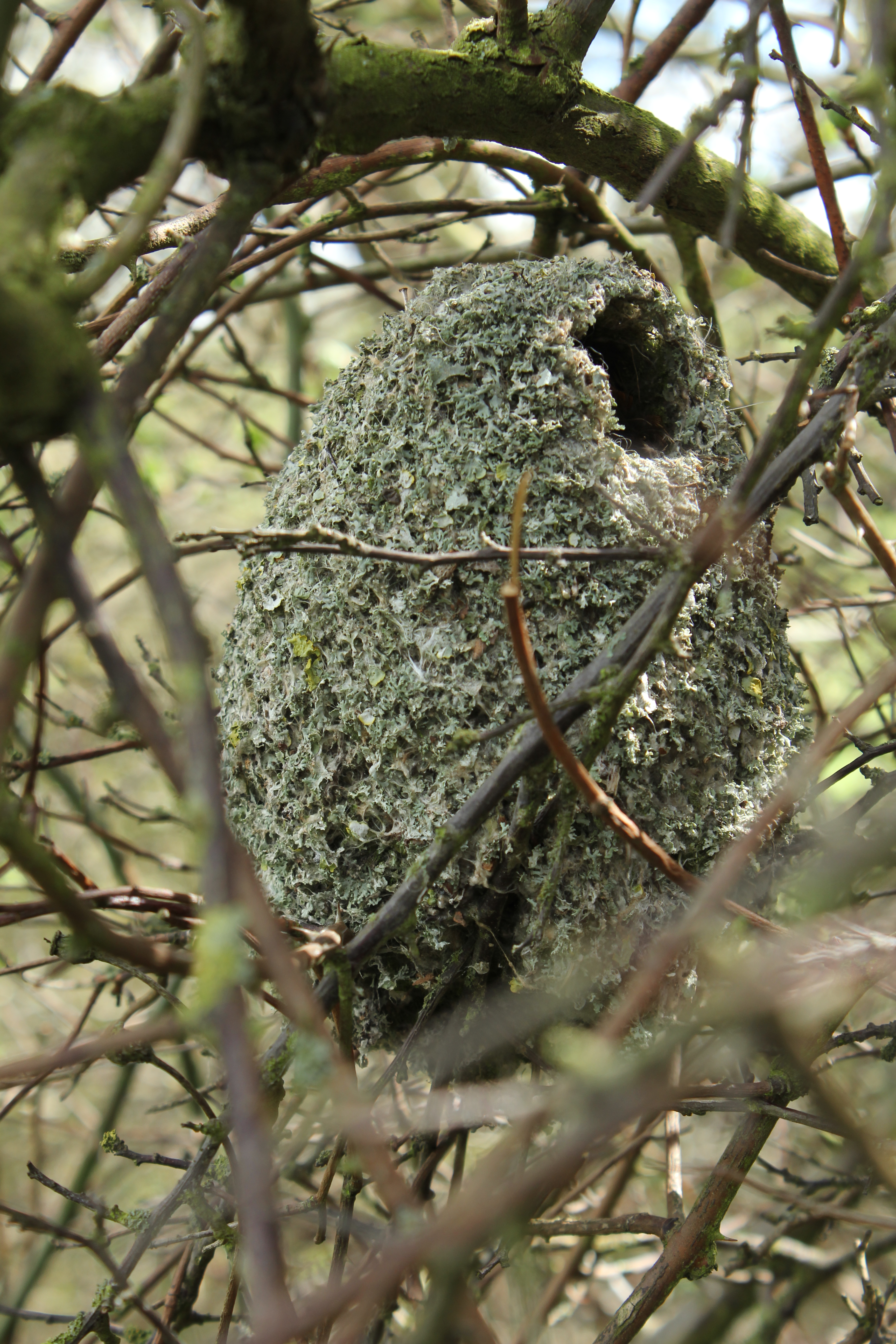
Nest der Schwanzmeise

Während der Nistplatzwahl fliegen beide Partner auffällig und unter Rufen mit Nistmaterial umher, wobei das Männchen auf verschieden geeignete Orte aufmerksam macht. Es trägt meist ein sehr auffälliges, helles Stück Material wie eine Feder bei sich und wartet dann singend und flügelzitternd auf das Weibchen. Legt dieses etwas Moos oder ähnliches ab, ist über den endgültigen Standort entschieden.
Das Nest kann in Laub- wie Nadelbäumen, in rankenden Pflanzen, Hecken oder Büschen, in Wurzel- oder Dorngestrüpp, in Reisighaufen oder am Boden stehen. In Ausnahmefällen gab es Bruten in Höhlen oder Nistkästen. Die Höhe des Neststands ist sehr variabel, liegt aber meist zwischen 1,5 und 6 m. Nur ausnahmsweise wird das Nest am Boden oder in bis zu 30 m Höhe gebaut. Bei Laub- und jungen Nadelbäumen befindet es sich meist stehend in Stammnähe, bei alten Nadelbäumen wird es auch oft hängend in die äußeren Zweige gebaut. Solche Nester befinden sich meist recht hoch. Die Öffnung ist in der Regel zur sonnigsten Seite hin ausgerichtet.

### Nest und Nestbau
Schwanzmeisen bauen ein Kugelnest. Es ist ein kompakter, geschlossener und dickwandiger, ovaler Bau mit durchschnittlich zwischen 110 und 250 mm in der Höhe und zwischen 90 und 180 mm im Außendurchmesser. Er ist meist etwas höher als breit und seitlich etwas abgeflacht, das seitliche Schlupfloch von etwa 30 mm Durchmesser befindet sich fast immer in der oberen Hälfte, selten kann es deren zwei geben. Mit dem Heranwachsen der Jungvögel kann sich die Konstruktion etwas ausdehnen.
Das Nest mit Innendurchmesser zwischen 50 und 60 mm und einer Wandstärke von 10 bis 30 mm ist oft fest mit den umliegenden Zweigen verbaut und daher kaum anfällig gegen Wind. Auch vor Regen und Kälte bietet es mit der starken Auspolsterung guten Schutz. Manchmal wird es oben nicht geschlossen und erinnert dann an das des Buchfinken.
Das Nest besteht außen aus fein verflochtenem Moos, Flechten und Spinnweben, aber auch Halme, Fasern sowie andere Pflanzenbestandteile, Federn, Wolle und Haare werden verbaut. Für die Außenhülle werden oft die Flechten des Nistbaumes verwendet, was gute Tarnung bewirkt. Die umfangreiche Polsterung besteht meist größtenteils aus Federn. Das Nistmaterial wird meist aus der näheren Umgebung zusammengesucht, zwecks Beschaffung der Federn werden aber auch Strecken bis zu 600 m in Kauf genommen.
Der von beiden Geschlechtern zu gleichen Teilen erbrachte Nestbau dauert oft bis zu 33 Tage, seltener bei schlechter Witterung 5–6 Wochen. In solchen Fällen kann es früh im Jahr zur vollständigen Aufgabe des Nestes kommen, ab März tritt dies seltener ein. Wird nach der Aufgabe des ersten ein Ersatznest errichtet, ist dieses meist innerhalb von 5–6 Tagen fertiggestellt, fällt dann aber weniger kompakt und schlechter gepolstert aus.
Das Nest wird von unten nach oben gebaut. Als erstes entsteht eine Plattform aus Moos oder ähnlichem, in die durch drehende Bewegungen eine Mulde geformt wird. Dann werden mit einer Geschwindigkeit von 1 bis 3,5 cm pro Tag die fein verfilzten Wände hochgezogen. Ein großer Teil der Bautätigkeit erfolgt dabei von innen. Am Ende werden die Wände vom innen bauenden Vogel noch einmal in die Höhe gezogen und das Dach geschlossen. Das Schlupfloch entsteht durch Aussparung und wird schließlich an der Unterkante verstärkt. Der „Rohbau“ nimmt etwa neun Tage in Anspruch. Als letzte Phase, die gleich lang dauern kann, folgt die sorgfältige Auspolsterung.

### Gelege und Bebrütung

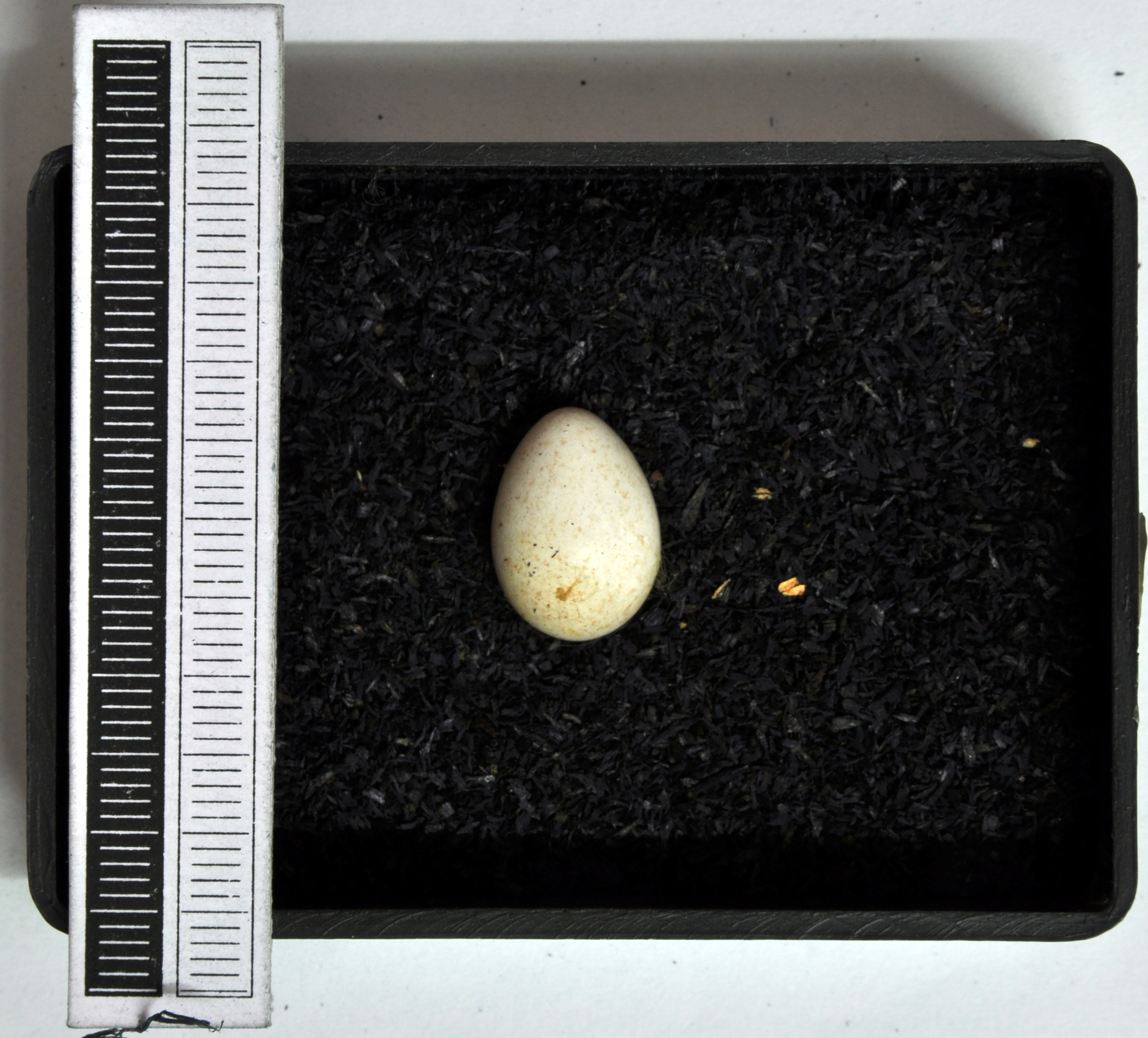
Ei (Sammlung Museum Wiesbaden)

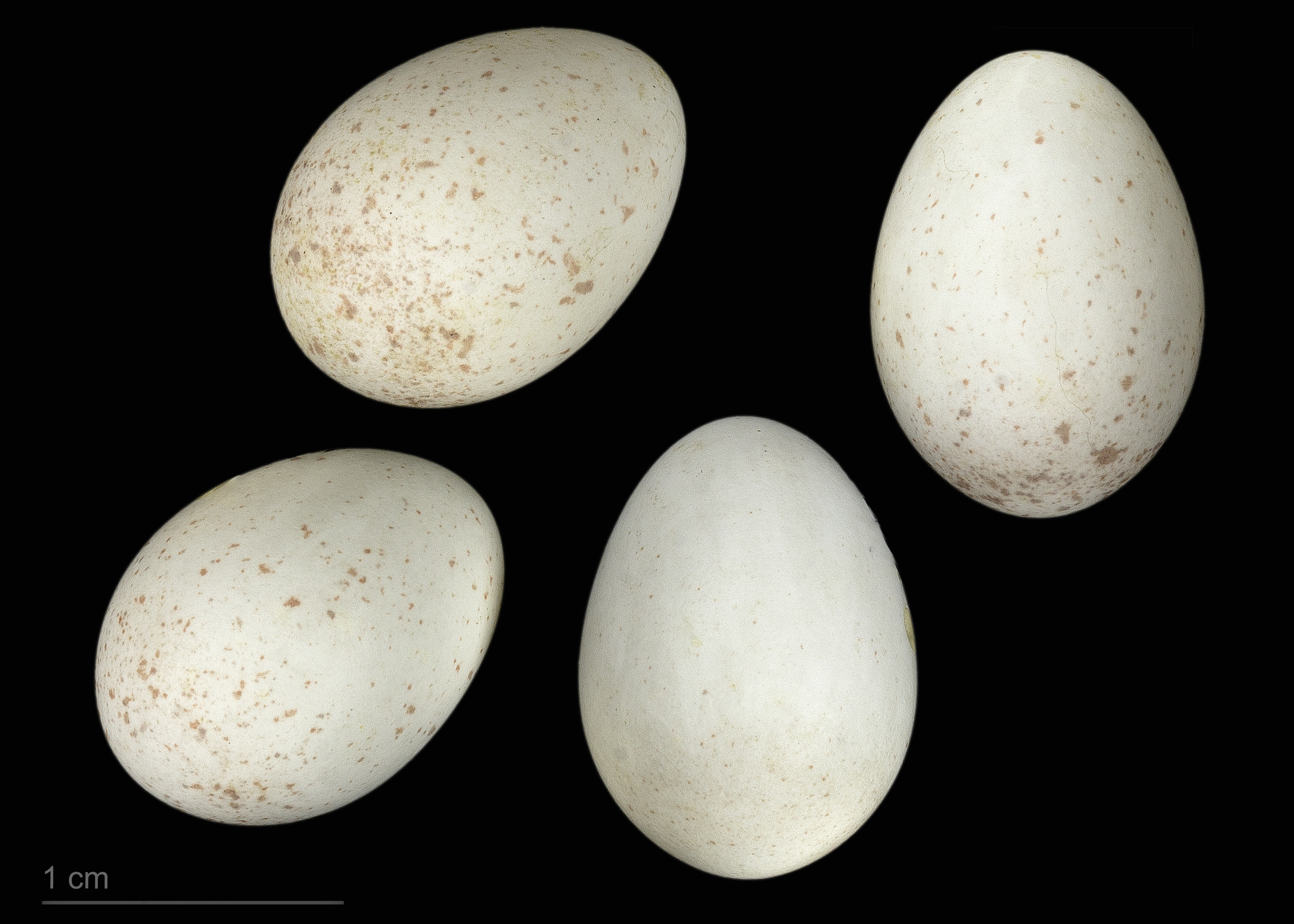
Aegithalos caudatus, Sammlung Museum von Toulouse

Der Legebeginn erfolgt meist 1–7 Tage nach der Fertigstellung des Nestes, in Ausnahmefällen wurde noch am Nest gebaut, während ein Vogel schon brütete. Je nach Witterung liegt der Beginn der Brutperiode dabei zwischen Ende März und Ende April, seltener auch früher.
Das Gelege besteht meist aus 8–12, seltener nur aus 5–6 oder sogar aus bis zu 16 Eiern. Diese sind rundoval, an einem Ende etwas zugespitzt und fast glanzlos. Auf einem weißen bis gelblichweißen Grund sind sie zart gelblichbraun oder grau gesprenkelt. Die Fleckung verdichtet sich etwas am breiten Ende, fehlt aber oft bei einem Teil der Eier auch ganz oder ist kaum zu erkennen. Die Eier sind durchschnittlich 14 × 11 mm groß.
Es brütet ausschließlich das Weibchen, das in dieser Zeit vom Männchen gefüttert wird. Die Brutdauer liegt zwischen 12 und 18 Tagen, in Mitteleuropa beträgt sie meist 13–14 Tage.

### Jungenaufzucht
Neben den beiden Altvögeln, von denen das Weibchen gelegentlich auch noch hudert, werden die Nestlinge von einer variablen Anzahl von Helfern gefüttert. Dies können bis zu acht mit dem Männchen verwandte Individuen sein. Durch die Hilfe anderer Altvögel ist es möglich, eine erstaunliche Anzahl von bis zu 12 Jungvögeln pro Brut großzuziehen. Welche Vögel eine Helferrolle einnehmen, ist nicht abschließend geklärt. Dabei kann es sich beispielsweise um Paare handeln, deren Brutversuch gescheitert ist. Diese helfen jedoch nie gemeinsam am gleichen Nest, sondern nur ihren jeweiligen Nestgeschwistern.
Die Jungen verlassen das Nest nach 14–18 Tagen, werden aber noch bis zu 14 weitere Tage von Eltern und Helfern gefüttert.